# 乔瓦尼·佩列洛
乔瓦尼·佩列洛（義大利語：Giovanni Pellielo，1970年1月11日—），生于韦尔切利，意大利的射击运动员。

## 赛事相关
乔瓦尼·佩列洛曾参加1992年、1996年、2000年、2004年、2008年、2012年和2016年夏季奥运，共获得了3枚银牌和1枚铜牌。

### 主要成绩[1]
- 2000年，悉尼奥运会：男子飞碟多向亚军。
- 2004年，雅典奥运会：男子飞碟多向季军。
- 2008年，北京奥运会：男子飞碟多向亚军。